# Kalendarium historii Litwy

Plemiona bałtyjskie około roku 1200

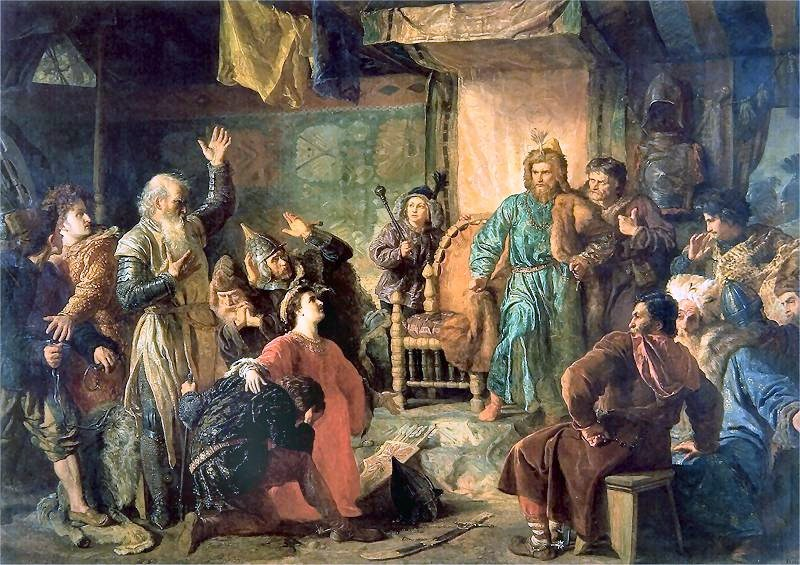
Wojciech Gerson, Kiejstut i Witold więźniami Jagiełły

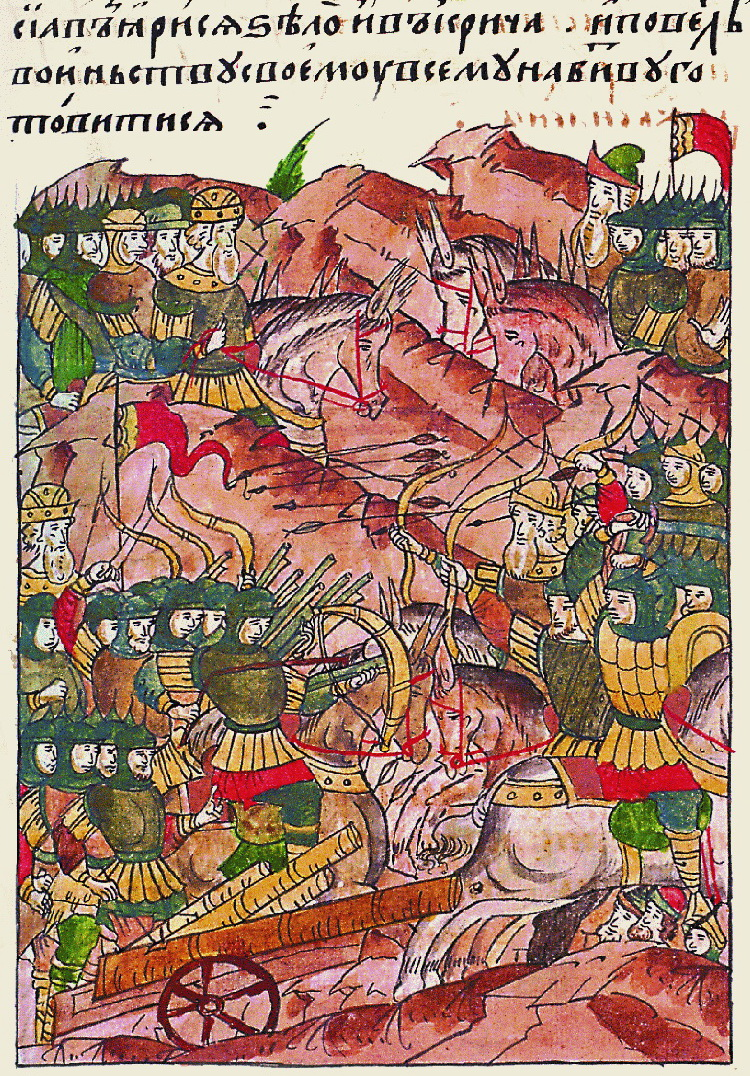
Bitwa nad Worsklą

Flaga Rzeczypospolitej Obojga Narodów

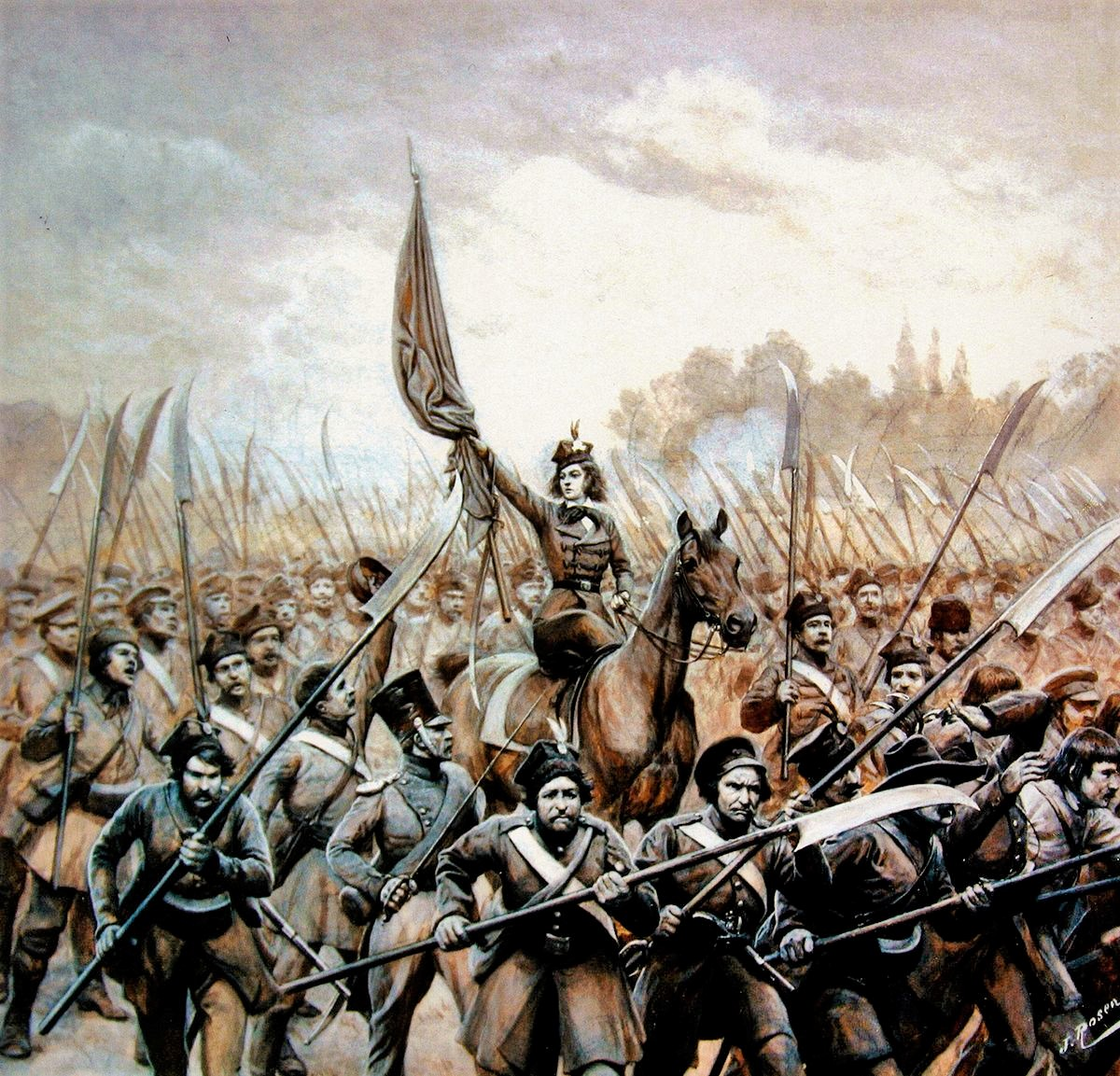
Emilia Plater na czele kosynierów w 1831, obraz Jana Rosena

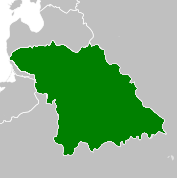
Granice Litewsko-Białoruskiej Socjalistycznej Republiki Rad

Godło Litewskiej SRR

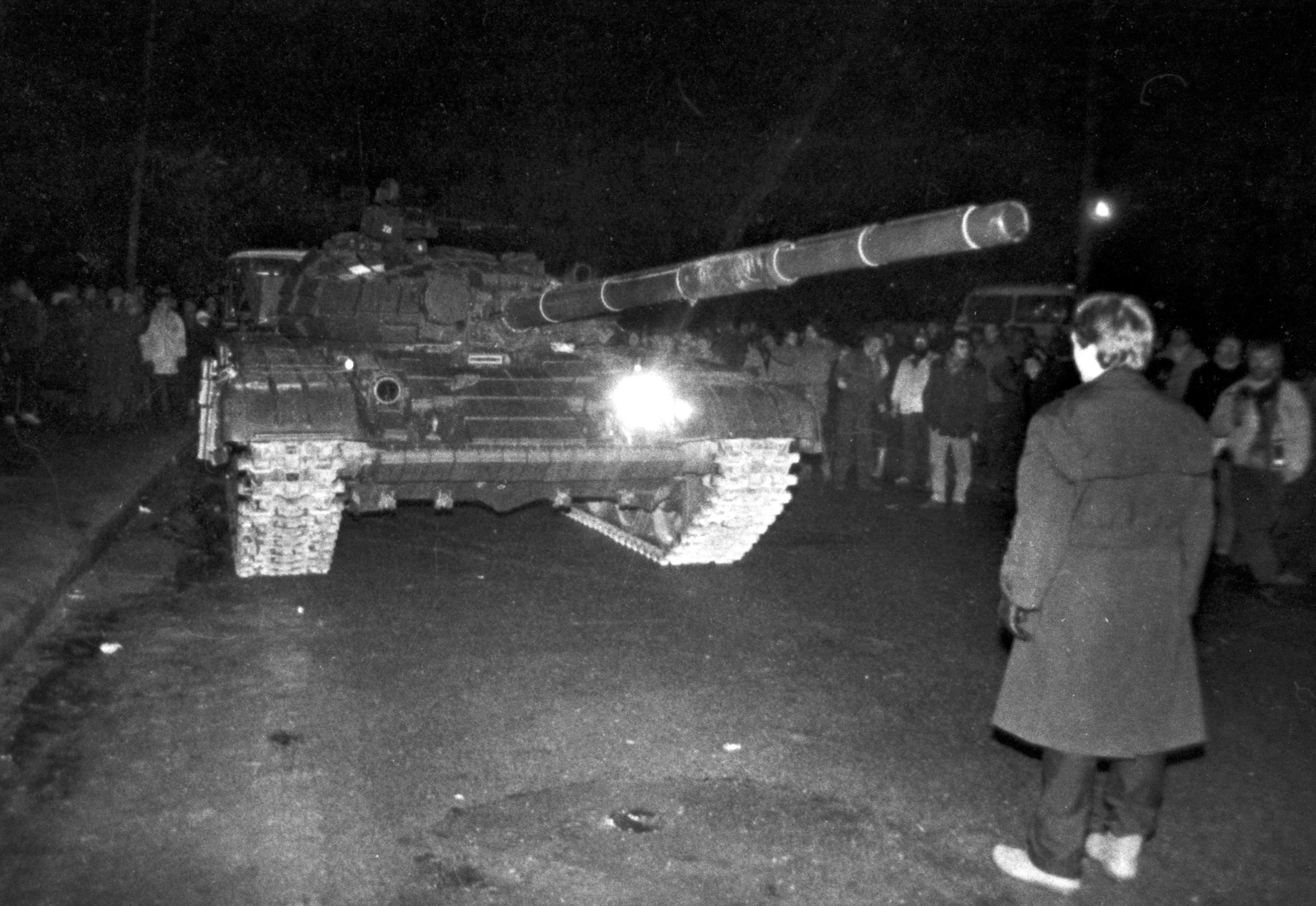
Wydarzenia styczniowe 1991

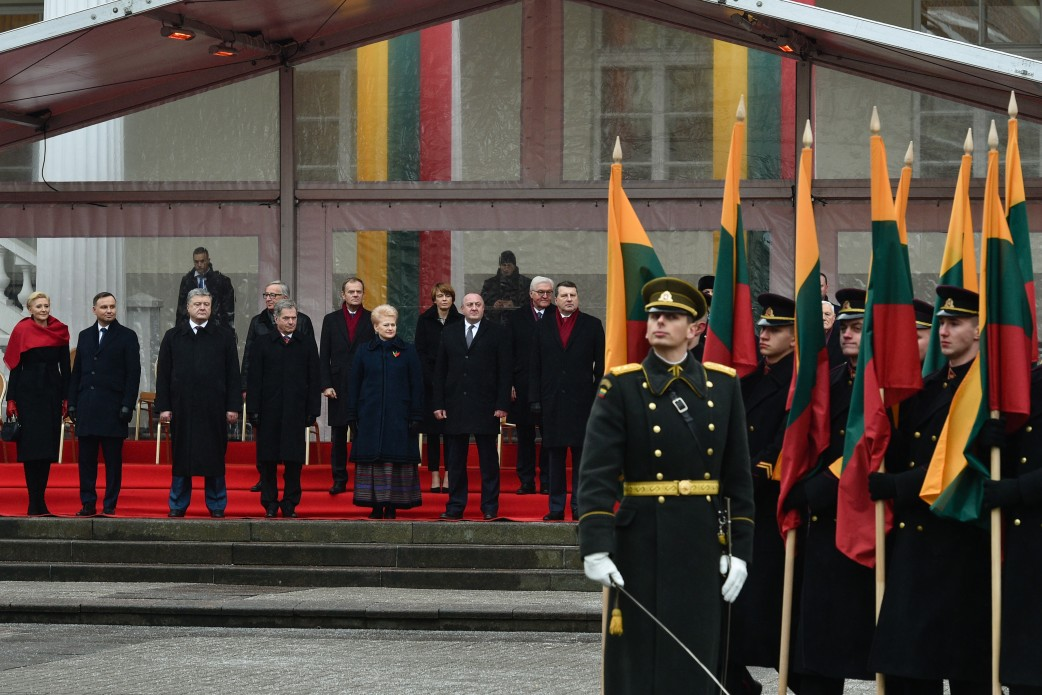
Obchody stulecia odzyskania niepodległości

Kalendarium historii Litwy – uporządkowany chronologicznie, począwszy od czasów najdawniejszych aż do współczesności, wykaz dat i wydarzeń z historii Litwy.

## Czasy najdawniejsze
- I tys. p.n.e. – ziemie litewskie zostały zasiedlone przez indoeuropejskie plemiona Bałtów[1].
- 1009 – na ziemiach litewskich zginęli św. Bruno z Kwerfurtu i 18 innych misjonarzy podczas chrystianizacji Litwinów[2].

## Średniowiecze
- XIII w. – Mendog zjednoczył małe państwa plemienne[3].
- 1251–1253 – próba chrystianizacja Litwy przez Mendoga, zakończona śmiercią króla i rozpadem państwa[4].
- 1316–1341 – panowanie Giedymina. Ponowne zjednoczenie państwa litewskiego i początek jego mocarstwowej pozycji[4].
- 1345–1377 – panowanie Olgierda[5].
- 1348 – litewska klęska nad Strawą, skutkująca dominacją Zakonu Krzyżackiego w Prusach[5].
- 1381–1384 – litewska wojna domowa między Witoldem, a Jagiełłą.
- 1385 – Władysław Jagiełło zawarł z Polską unię w Krewie[6].
- 1386 – koronacja Władysława Jagiełły na króla Polski[4][7].
- 1387 – początek chrztu Litwy[8].
- 1389–1392 – litewska wojna domowa między Witoldem, a Jagiełłą, powiązana z interwencją krzyżacką[4].
- 1399 – bitwa nad Worsklą, upadek koncepcji wzmocnienia się Witolda ziemiami Złotej Ordy[4].
- 1401 – unia wileńsko-radomska[4].
- 1410 – wojska polsko-litewskie pokonały wojska Krzyżaków pod Grunwaldem.
- 1413 – unia w Horodle[9].
- 1422 – początek nieudanej interwencji Zygmunta Korybutowicza w Czechach, mającej zapewnić koronę tego państwa Witoldowi[10].
- 1430 – nieudana próba koronacji Witolda i jego śmierć[7][4].
- 1432–1439 – litewska wojna domowa między Świdrygiełłą, a Zygmuntem Kiejstutowiczem[4].
- 1440–1447 – samodzielne panowanie na Litwie Kazimierza Jagiellończyka, oznaczające tymczasowe zerwanie unii z Polską[4].

## Nowożytność
- 1494–1522 – okres walk z Rosją, w wyniku których Litwa utraciła Smoleńszczyznę, Siewierszczyznę i Kursk[1].
- 1569 – w wyniku unii lubelskiej Polska i Litwa połączyły się w jeden kraj (Rzeczpospolita Obojga Narodów).
- 1697 – zrównano prawa Korony i Litwy.
- 3 maja 1791 – uchwalona Konstytucja zniosła odrębność władz centralnych Wielkiego Księstwa Litewskiego[1].
- 1772/1793/1795 – ziemie litewskie położone na lewym brzegu Niemna weszły w skład Prus, a reszta Litwy znalazła się w zaborze rosyjskim[1].

## Okres zaborów
- 1807 – lewobrzeżne ziemie litewskie przyłączono do Księstwa Warszawskiego[3].
- 1815 – lewobrzeżne ziemie litewskie przyłączono do Królestwa Polskiego[3].
- 1830–1831 – do powstania listopadowego dołączyli litewscy chłopi i szlachcice[1].
- 1861 – władze rosyjskie zniosły poddaństwo chłopów na Litwie[1].
- lata 80. XIX w. – wyłoniły się zorganizowane ruchy niepodległościowe[3].
- grudzień 1905 – na tzw. sejmie litewskim w Wilnie wysunięto żądanie autonomii dla Litwy[1].
- 1915 – początek niemieckiej okupacji[3].
- 1917 – powstała rada narodowa Taryba[1].
- luty 1918 – Litwa proklamowała niepodległość[1].

## Okres międzywojenny
- 1919 – bolszewicy tworzą Litewsko-Białoruską Republikę Radziecką[1].
- marzec 1919 – wojska litewskie i niemieckie przeciwstawiły się oddziałom armii radzieckiej[1].
- kwiecień 1919 – wojska polskie wkroczyły na Litwę, obalając rządy komunistyczne[1].
- 1920 – w wyniku wojny polsko-bolszewickiej Rosja Radziecka przekazała Litwie Wilno[1].
- 12 października 1920 – Wileńszczyzna została zajęta przez generała Lucjana Żeligowskiego – utworzenie Litwy Środkowej[3].
- 1920 – przeprowadzono reformę rolną[1].
- luty 1922 – przyłączono Wileńszczyznę do Polski[3].
- 1926 – w wyniku zamachu stanu władzę objął Antanas Smetona[3].
- 1939 – Litwa znalazła się w radzieckiej strefie wpływów[3].
- czerwiec 1940 – na mocy paktu Ribbentrop-Mołotow Związek Radziecki podbił Litwę[1].
- 21 sierpnia 1940 – proklamowano Litewską SRR[1].

## II wojna światowa i okres zimnej wojny
- 1941–1945 – okupacja niemiecka[3].
- 1941–1944 – okres mordowania litewskich Żydów i polskich partyzantów z AK przez litewskich nacjonalistów współpracujących z Niemcami[3].
- 1945 – Związek Radziecki ponownie zajął Litwę.
- 1948–1950 – przeprowadzono kolektywizację rolnictwa na Litwie[1].
- lata 80. XX w. – początek ruchów niepodległościowych na Litwie[3].
- czerwiec 1988 – powstał Sąjūdis (Litewski Ruch na rzecz Przebudowy)[3].
- 11 marca 1990 – Litwa jednostronnie wystąpiła z ZSRR, stając się niepodległym krajem.

## Czasy najnowsze
- marzec–lipiec 1990 – blokada ekonomiczna Litwy[3].
- 1990 – wybory parlamentarne wygrał Sąjūdis[3].
- styczeń 1991 – sowiecki desant opanował ważniejsze budynki na Litwie, zabijając 13 cywilów[3].
- wrzesień 1991 – deklaracja niepodległości została uznana przez ZSRR i państwa Zachodu[3].
- luty 1992 – prezydent Vytautas Landsbergis zażądał wycofania wojsk rosyjskich z obwodu królewieckiego[3].
- 1992 – uchwalono konstytucję[3].
- 1993 – ostatnie jednostki wojska rosyjskiego opuściły Litwę[3].
- 1993 – prezydentem został Algirdas Brazauskas[3].
- 1998 – prezydentem został Valdas Adamkus[3].
- 2003 – prezydentem został Rolandas Paksas[3].
- 6 kwietnia 2004 – w wyniku ujawnienia skandalu politycznego sejm usunął Paksasa z urzędu[11].
- 6 kwietnia 2004 – obowiązki prezydenta przejął Artūras Paulauskas.
- 1 maja 2004 – Litwa dołączyła do Unii Europejskiej.
- 12 lipca 2004 – Valdas Adamkus został zaprzysiężony na prezydenta Litwy.
- 31 grudnia 2008 – zainaugurowano uroczystości Tysiąclecia Litwy[2].
- 17 maja 2009 – prezydentem Litwy została Dalia Grybauskaitė[12].
- 12 lipca 2014 – Dalia Grybauskaitė została po raz drugi zaprzysiężona na prezydenta Litwy[13].
- 1 stycznia 2015 – Litwa wstąpiła do strefy euro[14].
- 12 lipca 2019 – prezydentem został Gitanas Nausėda[15].